# Gare d’Aubusson
Gare d’Aubusson vasútállomás Franciaországban, Aubusson településen.

## Vasútvonalak
Az állomást az alábbi vasútvonalak érintik:
- Busseau-sur-Creuse–Ussel-vasútvonal

## Kapcsolódó állomások
A vasútállomáshoz az alábbi állomások vannak a legközelebb:
- Gare de Lavaveix-les-Mines
- Gare de Felletin